# Töchter und Mütter
Töchter und Mütter (Originaltitel: Дочки – матери, Dotschki – materi) ist ein sowjetischer Spielfilm unter der Regie von Sergei Gerassimow aus dem Jahr 1975.

## Handlung
Olga ist in einem Kinderheim in Swerdlowsk aufgewachsen. Vor zwei Jahren bekam sie mit dem Erreichen der Volljährigkeit ihren Pass und durfte dabei auch erfahren, weshalb sie ihre Kindheit im Heim verbringen musste. In einem Brief zur Einlieferung schrieb ihre Mutter, dass ihr Vater ein solch schwieriger Mensch ist, dass es besser wäre, Olga käme zu anderen Leuten. Diesen Brief bekam sie vor zwei Jahren ausgehändigt. Inzwischen ist sie nicht mehr im Kinderheim, lernt in einer technischen Berufsschule, bezieht ein Stipendium und arbeitet zusätzlich auch an einem medizinischen Institut.
Nun ist Olga in Moskau angekommen, um an der in dem Brief angegebenen Adresse ihre Mutter zu suchen. Sie gerät in die Familie eines hauptstädtischen Intellektuellen, zu der die sympathische Jelena Wassiljewa, ein vergnatzter und verbiesterter, weil erfolgloser Mann und zwei hochnäsige verzogene Töchter gehören. Sehr schnell stellt sich heraus, dass es sich bei Jelena nicht um ihre Mutter handelt, obwohl der Name und die Anschrift stimmen. Olga verabschiedet sich wieder, lässt aber ihre mitgebrachte Torte stehen, die von den beiden Töchtern Anja und Galja sofort verspeist wird. Jelena ist nun aber neugierig geworden und auch auf Anraten ihres Mannes Wadim holt sie Olga wieder zurück, um mehr zu erfahren. Diese erzählt, dass ihre Mutter als Pflegeschwester tätig war und Jelena fiel ein, dass bei ihnen einmal eine solche mit dem Namen Ljolje Wassiljewa ihren Mann während einer Krankheit gepflegt hatte. Später hat jene, auch in anderen Zusammenhängen, diese Adresse angegeben, um nicht entdeckt zu werden.
Mit Olgas ehrlicher und offener Art, die keine Halbheiten kennt und die sagt, was sie denkt, wird sie sehr schnell zur Last der gesamten Familie. Diese Offenheit trägt aber auch dazu bei, dass das Ehepaar, nach anfänglichem Unmut, wieder zu sich findet. Auch Anja und Galja werden nach Gesprächen mit ihr, teilweise die Augen geöffnet. Jelena Wassiljewa gibt Olga aber zu verstehen, dass sie trotzdem nicht länger gern gesehen ist. Man verspricht sich aber zu schreiben und sie fährt zurück in ihr Internat nach Swerdlowsk. Während eines Besuchs in ihrem ehemaligen Kinderheim erzählt sie beschämt allen, dass sie ihre Mutter gefunden hat und zu ihr ziehen wird.
Nach mehreren Wochen erhält sie einen Brief von Jelena Wassiljewa in dem geschrieben steht, dass ihr Mann Wadim die Anschrift ihrer vermeintlichen Mutter recherchiert hat. Diese wohnt jetzt in Toropez und ist Pflegeschwester im dortigen Krankenhaus. Sie hat allerdings eine Schwäche für alkoholische Getränke. Olga kauft eine Torte und fährt zu ihr.

## Produktion
Der in Farbe gedrehte Film hatte am 7. April 1975 unter dem Titel Дочки – матери in der Sowjetunion Premiere.
Bevor Töchter und Mütter in den Kinos der DDR anlief, wurde er bereits am 2. April 1975, also noch vor der sowjetischen Premiere, zur VII. Informationsschau neuer sowjetischer Filme im Berliner Kino International und am 30. Oktober 1975, anlässlich des IV. Festivals des sowjetischen Kino- und Fernsehfilms in der DDR, im ebenfalls Berliner Kino Kosmos gezeigt. Die offizielle Erstaufführung, des in Originalfassung mit deutschen Untertiteln gezeigten Farbfilms, fand am 14. November im Kino International statt. Im Fernsehen der DDR wurde der Film am 25. Dezember 1975 im 2. Programm, ebenfalls in der Originalfassung, gesendet.

## Kritik
Manfred Heidicke meinte in der Berliner Zeitung, dass der Film unaufdringlich, aber genau in der Beobachtung der Menschen der Frage nachgeht: Was bedeutet Glück und persönliches Erfüllt sein? Die Menschen, die er vorstellt, sind keine Idealgestalten ohne Fehl und Tadel, aber sie sind auf der Suche nach einem Weg, ihren Platz in der sozialistischen Gesellschaft zu finden. Ein stiller, poesievoller, ja auch humorvoller Film.
Das Lexikon des internationalen Films bezeichnete den Film als künstlerisch interessanten Film mit einer anspruchsvollen Thematik.